# Barnet M. Levy
Barnet Mortimer Levy (Scranton, 13 de enero de 1917-Ciudad de México, 7 de marzo de 2014) fue un patólogo bucal y profesor estadounidense. Trabajó para integrar la investigación científica básica en la odontología, creyendo que la salud bucal no debe separarse de otros aspectos de la salud. Fue coautor de un influyente libro de texto, cofundador de un instituto de investigación en Texas y ocupó cargos de liderazgo nacional, incluida la presidencia de la Asociación Internacional para la Investigación Dental y la Academia Estadounidense de Patología Oral y Maxilofacial.

## Biografía
Nacido en Scranton, Pensilvania, obtuvo una licenciatura y un título de DDS de la Universidad de Pensilvania. Después de completar una maestría en bacteriología y patología en el Medical College of Virginia (MCV), Levy enseñó en MCV y en la Escuela de Medicina Dental de la Universidad de Washington antes de unirse a la facultad de odontología en la Universidad de Columbia en 1949. Se mudó a Texas en 1957 y se unió a la facultad de la rama dental de la Universidad de Texas en Houston. Se convirtió en coautor de una referencia dental ampliamente conocida, A Textbook of Oral Pathology.
En 1964, Levy cofundó el Dental Science Institute (DSI) en la UT Dental Branch y se desempeñó como su primer director. El DSI se estableció para estudiar tratamientos para la enfermedad periodontal y la caries dental. Un enfoque principal del instituto fue la salud oral en la población que envejece. Mientras estuvo en Houston, Levy también sirvió en otras instituciones, particularmente en el Centro Médico de Texas. Fue presidente de la facultad de la Escuela de Graduados en Ciencias Biomédicas de la Universidad de Texas en Houston en 1982-83. Presidió la Junta de Salud de la Ciudad de Houston y fue consultor en el Centro Oncológico MD Anderson de la Universidad de Texas y en el Centro Médico de Asuntos de Veteranos en Houston. El DSI se disolvió en 1995.
Levy ocupó posiciones de liderazgo en varias organizaciones nacionales. Fue miembro del Comité de Odontología de la Academia Nacional de Ciencias. En 1965-66, fue presidente de la Asociación Internacional para la Investigación Dental. Fue presidente de la Academia Estadounidense de Patología Oral y Maxilofacial en 1969. Fue nombrado editor del Journal of Dental Research (JDR) en 1976. Anteriormente se había desempeñado como editor asociado del Journal of Oral Pathology.
Al final de su carrera, Levy formó parte de la Facultad de Odontología de la Universidad Nacional Autónoma de México (UNAM), primero como profesor invitado y luego como profesor distinguido. La Biblioteca Dr. Barnet M. Levy es la biblioteca de posgrado de dicha facultad. La escuela organiza una conferencia internacional sobre biología periodontal que lleva su nombre. Levy se tomó una licencia sabática para trabajar en el Instituto Salk y también ocupó un puesto como profesor adjunto en la Universidad Texas A&M.
Cuando se jubiló, Levy vivió en Englewood, Nueva Jersey. En 2014, falleció en un centro de vida asistida de la Ciudad de México. Fue enterrado en Englewood, junto a su esposa Henrietta.